# Kennedy Graham
Kennedy Gollan Montrose Graham (nascut el 4 d'abril de 1946) és un polític neozelandès i diputat de la Cambra de Representants de Nova Zelanda des de les eleccions de 2008. És membre del Partit Verd.

## Inicis
Graham va néixer el 4 d'abril de 1946. Va graduar-se amb un BCom de la Universitat d'Auckland en comptabilitat. Es graduà amb un MA de la Fletcher School of Law and Diplomacy i més tard va completar un doctorat de la Universitat Victòria de Wellington.
Entre el 1972 i 1988 treballà pel Ministeri d'Afers Exteriors a Wellington, Ottawa, Bangkok i Ginebra. Entre el 1989 i 1994 fou el secretari general de Parliamentarians for Global Action. Treballà a l'Emmanuel College de la Universitat de Cambridge el 1995. Treballà a l'International Institute for Democracy and Electoral Assistance a Estocolm entre el 1996 i 1998. Entre el 1999 i 2002 treballà a Jordània per les Nacions Unides. Fou professor a la Universitat de les Nacions Unides entre el 2002 i 2007. Seguí el seu treball per les Nacions Unides sent consultor pel Departament d'Afers Polítics de les Nacions Unides entre el 2004 i 2006. Va ser professor al Col·legi d'Europa de Bruges entre el 2005 i 2007. Se'n retornà a Nova Zelanda per a ser professor a la Facultat de Dret de la Universitat de Canterbury a Christchurch entre el 2006 i 2009.

## Diputat
| Parlament de Nova Zelanda |      |                |        |        |
| Anys                      | Leg. | Circumscripció | Llista | Partit |
| 2008-2011                 | 49   | Llista         | 9      | Verd   |
| 2011-actualitat           | 50   | Llista         | 5      | Verd   |

En les eleccions neozelandeses de 2008 va ser el candidat del Partit Verd a Ilam. Allí va rebre el 12,25% del vot, quedant en tercer lloc. En aquestes eleccions es trobava novè en la llista electoral del Partit Verd i fou declarat electe, ja que el partit va rebre nou escons.
Va ser el candidat del Partit Verd a Ilam de nou en les eleccions de 2011. De nou quedà tercer, però va incrementar el seu percentatge del vot total al 15,35%. Graham fou declarat electe al trobar-se cinquè en la llista del partit i el partit rebre catorze escons.

## Vida personal
Graham està casat amb la seva dona Marilyn i tenen dos fills.